# Grapeville
Grapeville és una concentració de població designada pel cens dels Estats Units a l'estat de Pennsilvània. Segons el cens del 2000 tenia 676 habitants.

## Demografia
Segons el cens del 2000, Grapeville tenia 676 habitants, 260 habitatges, i 187 famílies. La densitat de població era de 2.007,7 habitants per quilòmetre quadrat.
Dels 260 habitatges en un 30,8% hi vivien nens de menys de 18 anys, en un 54,6% hi vivien parelles casades, en un 12,3% dones solteres, i en un 27,7% no eren unitats familiars. En el 22,7% dels habitatges hi vivien persones soles el 13,1% de les quals corresponia a persones de 65 anys o més que vivien soles. El nombre mitjà de persones vivint en cada habitatge era de 2,6 i el nombre mitjà de persones que vivien en cada família era de 3,08.
Per edats la població es repartia de la següent manera: un 23,7% tenia menys de 18 anys, un 9,2% entre 18 i 24, un 29,6% entre 25 i 44, un 22,5% de 45 a 60 i un 15,1% 65 anys o més.
L'edat mediana era de 38 anys. Per cada 100 dones de 18 o més anys hi havia 82,3 homes.
La renda mediana per habitatge era de 29.886 $ i la renda mediana per família de 33.438 $. Els homes tenien una renda mediana de 32.083 $ mentre que les dones 18.661 $. La renda per capita de la població era de 10.824 $. Entorn del 8,1% de les famílies i el 12,9% de la població estaven per davall del llindar de pobresa.

## Poblacions més properes
El següent diagrama mostra les poblacions més properes.